# 門徒物知らず
門徒物知らず（もんとものしらず）とは、浄土真宗の信者（門徒）が阿弥陀仏にばかり頼って他を顧みない様を揶揄する言葉。または宗教に凝って他を顧みない態度を批判する言葉。　本来は浄土真宗の信者を、他宗の仏教信者が「仏教の作法を知らない」と批判する際に使われる言葉。元々は「門徒もの知らず、法華骨なし、禅宗銭なし、浄土情なし」という各宗派を揶揄する地口の一句からきている。

## 概要
浄土真宗は阿弥陀仏一仏への専修念仏を説き、さらに占いや縁起担ぎを嫌うため、他の神仏や縁起担ぎなどを顧みず、土地の神仏に関わる儀礼や風習にも関心を持たず、死者儀礼などに関わる習俗にも従わない真宗門徒の姿を、他宗の立場から「物知らず」と揶揄するものである。物忌みをしないことは、真宗門徒の特徴の一つではあるが、「門徒物知らず」は、物忌みをしないことだけでなく、様々な真宗門徒独特のあり方を表した言葉である。
「門徒物知らず」という言葉は、本来は「門徒物忌み知らず」や「門徒物忌みせず」という言葉であったが、それが誤って伝えられたものであるという説明が、真宗の法話などで語られることがある。しかし、「門徒物知らず」より前に「門徒物忌み知らず」などの言葉が存在していたことはなく、近年になって「物知らず」に対抗する言葉として生み出されたと考えられる。
「門徒物知らず」という言葉が文献に見られる例としては、1786年の『譬喩尽』と1857年初演の歌舞伎「鼠小紋東君新形」が確認されている。出典、小学館『日本国語大辞典』

## 実際の用例
実際の用例では、教義の問題というよりは、葬送儀礼や仏事作法など習俗に関わる場面で、地域社会との交流の中で生まれる言葉である。他宗の信者から見て当たり前と思える習俗に従わないことを指摘する時などに用いられる。
あえて対立するよりは他宗の仏事にはその教義に合わせ、自分の家の仏事には浄土真宗の教義通りに行うと考える門徒も多い。（他宗の信者が浄土真宗の葬儀・法事に参列すると、違和感を覚える事が多い。）
葬儀の場などで、他宗に属する親類や年長の方などが、真宗の方法とは異なった方法、習俗や迷信に基づくしきたりなどを指導する場合があるが、教義を持ち出してあえて対立するよりは、「門徒物知らずですので」と自ら認めることによって、穏便にその場を納めて指導には従わないことがある。そのように門徒自らが「門徒物知らず」という言葉を便利に使う場合もある。